# Округ Фримонт (Ајова)
Округ Фримонт (енгл. Fremont County) је округ у америчкој савезној држави Ајова.

## Демографија
По попису из 2010. године број становника је 7.441, што је 569 (-7,1%) становника мање 2000. године.
| Група             | 2000.         | 2010.         |
| Белци             | 7.758 (96,9%) | 7.123 (95,7%) |
| Афроамериканци    | 3 (0,0%)      | 39 (0,5%)     |
| Азијати           | 19 (0,2%)     | 20 (0,3%)     |
| Хиспаноамериканци | 174 (2,2%)    | 187 (2,5%)    |
| Укупно            | 8.010         | 7.441         |